# Villa Grimaldi (Santiago del Cile)
Villa Grimaldi fu uno dei principali centri di detenzione e di tortura utilizzati dalla DINA, la polizia segreta cilena, sotto la dittatura di Augusto Pinochet. Si trova nella periferia di Santiago. Attualmente ospita il Parque por la Paz (Parco della Pace).

## Storia
La villa fu espropriata a Emilio Vassallo alla fine del 1973. Emilio Vassallo era proprietario della villa dagli anni cinquanta e aveva trasformato la casa in un ristorante, in un ritrovo per politici, intellettuali e artisti. La villa assomigliava molto a una villa italiana, per questo la chiamarono villa Grimaldi, con molte piante, statue in marmo, fontane e mosaici sui muri. Ogni volta che aumentavano i detenuti venivano costruite nuove strutture per la tortura. Il suo isolamento privilegiò la scomparsa dei prigionieri. Da Tobalaba, aeroporto vicino, partivano gli elicotteri pieni di corpi dei desaparecidos che successivamente venivano buttati in mare. Nel 1987 la villa venne venduta alla Società Costruttrice EGPT e successivamente divenne Parco per la Pace.